# Горско-Сливово
Горско-Сливово (болг. Горско Сливово) — село в Болгарии. Находится в Ловечской области, входит в общину Летница. Население составляет 691 человек.

## Политическая ситуация
В местном кметстве Горско-Сливово, в состав которого входит Горско-Сливово, должность кмета (старосты) исполняет Николай Маринов Тодоров (Болгарская социалистическая партия (БСП)) по результатам выборов.
Кмет (мэр) общины Летница — Красимир Веселинов Джонев (Болгарская социалистическая партия (БСП)) по результатам выборов.